# El Rubius
El Rubius (* 13. Februar 1990 in Mijas, Spanien; bürgerlich Rubén Doblas Gundersen), auch elrubiusOMG oder einfach Rubius genannt, ist ein spanischer YouTuber und Streamer. Er ist einer der erfolgreichsten YouTuber Spaniens mit über 40 Millionen Abonnenten auf seinem Hauptkanal elrubiusOMG.
Große Popularität gewann Rubius vor allem durch das Erstellen von Gaming-Videos.

## Leben
Rubén Doblas Gundersen wurde in der spanischen Stadt Mijas in Andalusien geboren. Er ist Sohn einer Norwegerin und eines Spaniers. Als er drei Jahre alt war, ließen sich seine Eltern scheiden, und seine Mutter zog mit ihm nach Bergen. Später zog er nach Madrid. Seine erste Konsole war ein SNES, er sprach diesem eine grundlegende Bedeutung in seiner Zuneigung zu Videospielen zu.
Er lebt aktuell in Andorra.

## Internetauftritt
Rubius gründete 2006 seinen ersten YouTube-Kanal unter dem Namen elrubius. Sein erstes Video wurde am 8. Dezember 2006 hochgeladen und war eine Montage des Videospiels Grand Theft Auto IV in englischer Sprache. Im Jahr 2011 begann er, regelmäßig Videos des gerade erschienenen Videospieles Skyrim hochzuladen, zu denen Rubius ungewöhnliche und humorvolle Situationen kommentierte.
Am 14. März 2012 lud er eine Parodie auf Chayannes Lied Torero auf seinem neuen Kanal elrubiusOMG hoch, welche auf dem Videospiel Minecraft basiert. Zu dieser Zeit zeichnete sich die Popularität von Minecraft bereits ab, so wurde das Video schnell viral und ist heute mit fast 100 Millionen Aufrufen das meistgesehene Video in der Geschichte des Kanals.
elrubiusOMG wurde im November 2012 zum meistabonnierten spanischen Kanal.
Im Laufe der Zeit umfasste sein Content viele geschnittene und humorvolle Videos von verschiedensten Spielen wie Minecraft, Fortnite, Subnautica, oder Among Us.
Seine Kanäle enthalten auch andere Videoformate wie Vlogs, Challenges und Parodien. Er entwickelte so eine noch größere Fangemeinde und gewann Millionen von Abonnenten auf YouTube. Neben YouTube ist Rubius auch in anderen sozialen Medien aktiv und hat eine große Präsenz auf Plattformen wie Twitter, Instagram und Twitch.
Zurzeit lädt er aktiv kommentierte Gaming-Videos auf seinem Zweitkanal hoch und streamt regelmäßig auf Twitch. Rubius ist aktuell der viertmeistgefolgte Twitch-Streamer der Welt.

## Kontroversen
Im Januar 2021 kündigte Rubius in einem Twitch-Livestream an, dass er nach Andorra ziehen werde, um näher bei seinen Freunden zu leben und die öffentliche Belästigung zu vermeiden, die er in Madrid erlebt habe. Dies sorgte für Kontroversen in den sozialen Netzwerken, da viele Kritiker den Umzug mit der niedrigeren Steuerbelastung begründet hatten. Rubius äußerte sich daraufhin mit Kritik am Finanzministerium. Dieses behandele ihn wie einen „Kriminellen, obwohl er immer alles richtig und legal angegeben habe“. Das Finanzministerium habe ihn trotzdem mehreren Steuerprüfungen unterzogen.